# Moto trial

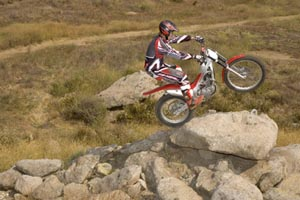
Uma Honda montesa

Motorcycle trials (sem tradução literal para o português) também denominado observed trials e moto-trial, é uma categoria de motocicletas desenvolvidas para os mais diversos percursos, trata-se de uma modalidade onde a velocidade não é o fator mais notório. O esporte é bastante popular no Reino Unido e Espanha, contudo praticamente inexistente no Brasil e no resto do mundo.
As trials modernas são bem diferentes das mais antigas, e evoluíram para se tornarem extremamente leves, não possui assentos (são projetadas para serem guiada em pé) e tem curso da suspensão mais curta em relação ao motocross ou enduro. Essa categoria é frequentemente utilizada por pilotos de outros esportes motorizados tais como motocross ou pilotos de rali como uma forma de treinamento, devido o fato de que para dominá-lo, é necessário domínios precisos da aceleração, equilíbrio e controle da máquina.

## Características
O evento é dividido em seções onde um concorrente percorre através de uma pista com diversos obstáculos, não podendo tocar o chão com os pés. Os obstáculos no curso podem ser de elementos naturais ou construídos para esse propósito. Em todas as seções, independentemente do conteúdo, a rota designada é cuidadosamente planejado para testar a habilidade do piloto. Em muitos eventos, as seções são divididas em cursos separados para acomodar diferentes níveis de habilidade dos pilotos, que competem nas classes com classificação de habilidade.

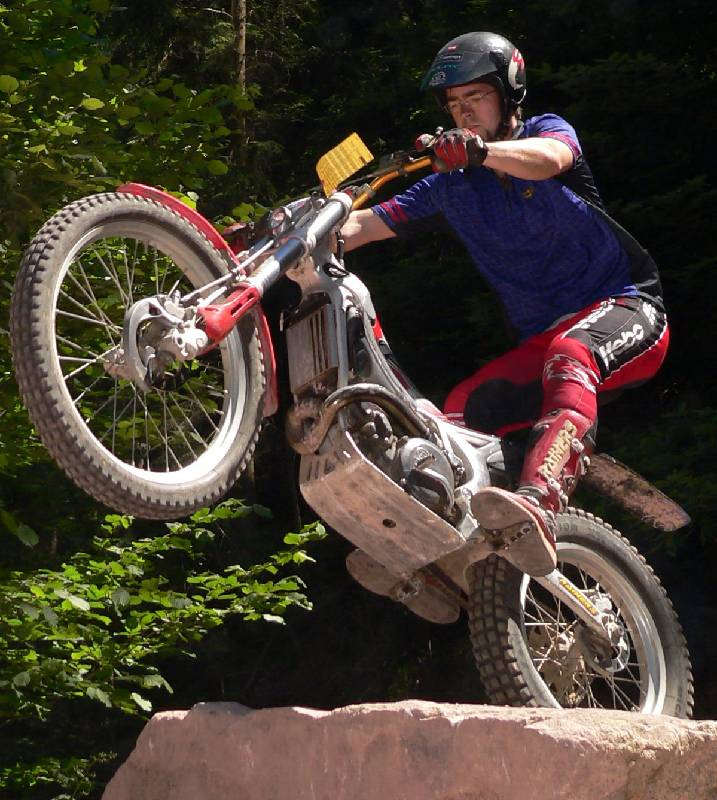
Uma Beta Rev 3 modelo 2000

Em cada seção, o concorrente é acompanhado por um observador que conta quantas vezes o competidor toca o chão com o pé (ou de qualquer outra parte do corpo). Cada vez que um competidor toca o solo com um pé (comumente chamado de "pinceladas"), a pena é de um ponto.
As pontuações possíveis em cada seção consistem em 0, 1, 2, 3, ou 5. Se um competidor faz seu caminho através da seção sem tocar o chão com o pé, eles ganham uma pontuação de 0 (o que é chamado de seção limpa "limpeza da seção", cleaning the section). Se eles tocam o chão uma vez, eles recebem uma pontuação de 1. Se eles tocam para duas vezes, eles recebem uma pontuação de 2. Se eles tocam o chão três ou mais vezes, eles ganham uma pontuação de 3, desde que complete a seção sem deixar o motor morrer, sair dos limites, ou retornar. Se o competidor não conseguir completar o percurso de uma pontuação de 5 este não classifica-se. O vencedor é o competidor com o menor número de pontos no final do evento. Alguns eventos também são cronometrados com pontos de penalização avaliados para pilotos atrasados.

## Campeonatos

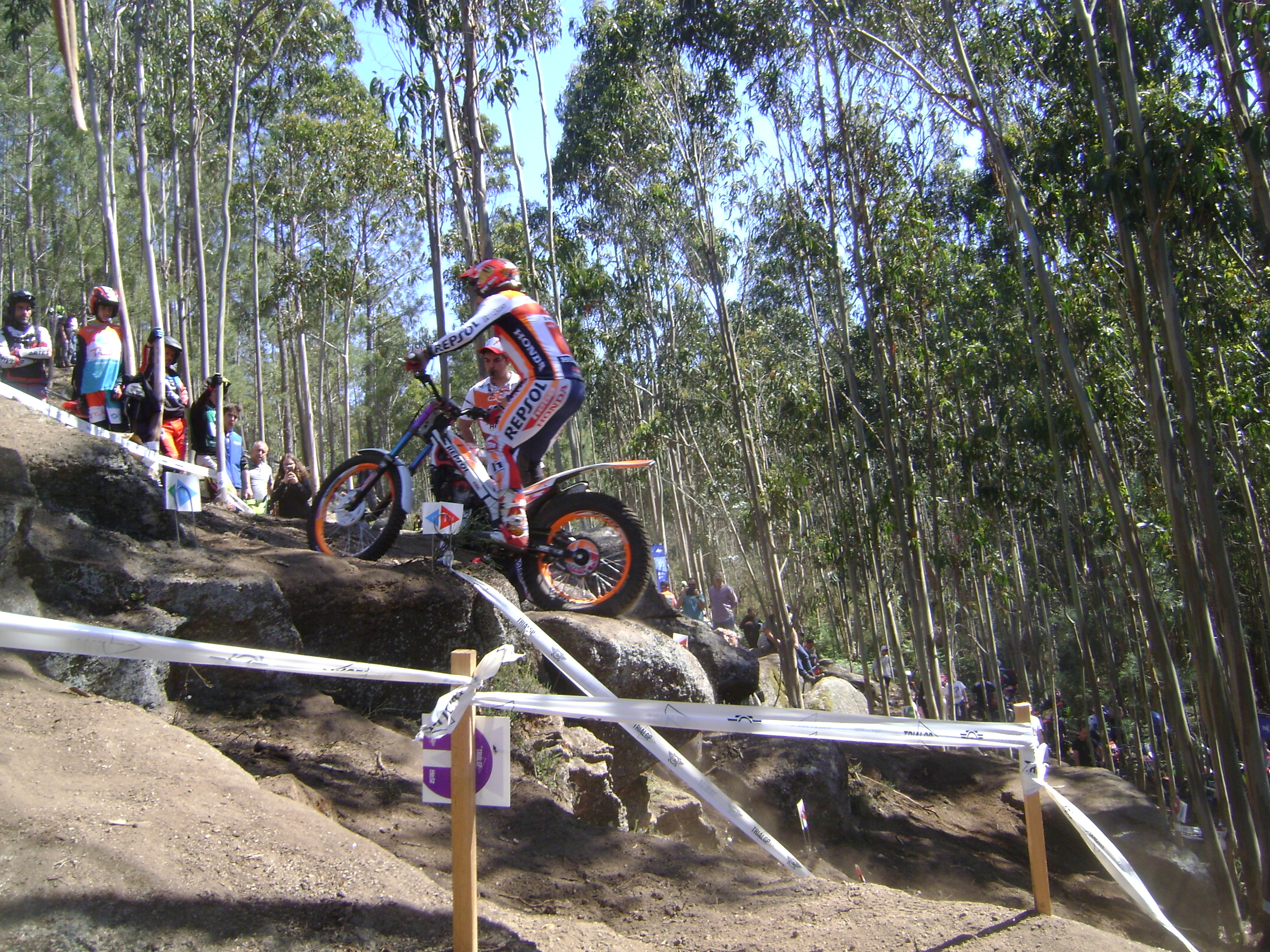
Campeonato de trial em Arteixo, Galiza, Espanha.

Há um campeonato mundial indoor e outdoor, bem como seleção interna e externa conhecida como a copa do mundo do trial. O britânico Dougie Lampkin é o principal vencedor com sete títulos mundiais ao ar livre nos anos 1990 e 2000, o mesmo número que concorrente espanhol Jordi Tarrés que o ganhou entre 1980 e 1990. Outros grandes nomes da competição incluem Sammy Miller (1960) da Irlanda do Norte, Yrjö Vesterinen (1970) da Finlândia e Eddy Lejeune (1980) da Bélgica. O atual campeão do mundo out door é Antoni Bou da Espanha, que também é o campeão in door.
Além dos eventos citados, outros eventos internacionais importantes são Scottish Six Days Trial (SSDT) e o Scott Trial.

## Fabricantes
O maiores fabricantes atuais de trials são Gas Gas, Beta, Sherco, Montesa Honda, SCORPA e OSSA No passado houve muitos fabricantes, de países como Espanha, Japão, Grã-Bretanha e Itália.